# Сомалийско галаго
Сомалийското галаго (Galago gallarum) е вид бозайник от семейство Галагови (Galagidae).

## Разпространение
Видът е разпространен в Етиопия, Кения и Сомалия.